# Río Yanuncay
El Río Yanuncay es un río de Ecuador. Corre a lo largo de la ciudad de Cuenca y es el segundo más importante de los cuatro ríos que la atraviesan.
El río nace al sur del Parque nacional Cajas, en los páramos de Angas a una altitud aproximada de 4000 m s. n. m., y pasa por la parte sur de la ciudad.
Durante su paso por la ciudad de Cuenca, el Río Tarqui se une al Río Yanuncay, cerca de las calles Francisco Moscoso y 24 de mayo de la ciudad de Cuenca. 
El río desemboca en el río Tomebamba el sector de la Empresa Eléctrica Cuenca, el cual luego de unirse con el río Machángara se convierte en el río Cuenca, afluente del río Paute. El agua del Yanuncay luego de pasar por otros ríos llega hasta el río Amazonas y luego al océano Atlántico. El principal afluente del Yanuncay, es el río Tarqui. 